# Luis Alfredo Béjar
Luis Alfredo Béjar Sacristán (* 1942; † 10. Juli 2011 in Toledo) war ein spanischer Kommunalpolitiker der Partido Comunista de España (PCE), Lehrer und Schriftsteller.

## Leben
Béjar war nach einem Studium hauptberuflich an der Sekundarschule El Greco in Toledo tätig und engagierte sich daneben in der Kommunalpolitik in der Partido Comunista de España, die er zeitweilig als Mitglied im Stadtrat von Toledo vertrat.
Zu seinen bedeutenderen Romanen gehören El coleccionista de agujeros (1981) sowie Un error de cálculo (2010). Für sein literarisches Werk, das unter anderem auch in die russische Sprache übersetzt wurde, erhielt er mehrere Literaturpreise wie den Eulalio-Ferrer-Preis für Romane, den José-Hierro-Preis, den Sésamo-Preis und den Romanpreis von Kastilien-La Mancha. Weitere seiner Romane waren Aquello es lo que llamábamos Berlín, El manuscrito de París und La catedra sowie der Gedichtband Donde viven las cosas. Das zuletzt von Béjar verfasste Werk La razón de las piedras ist 2011 posthum erschienen.